# Carole Grandjean
Pour les articles homonymes, voir Grandjean.
Carole Grandjean, née le 18 mai 1983 à Suresnes (Hauts-de-Seine), est une femme politique française.
Élue députée LREM de la première circonscription de Meurthe-et-Moselle en 2017 puis 2022, elle est nommée ministre déléguée chargée de l'Enseignement et de la Formation professionnels dans le gouvernement Borne le 4 juillet 2022. Elle n'est pas reconduite dans le gouvernement Attal.

## Biographie

### Situation personnelle
Carole Grandjean est née le 18 mai 1983 à Suresnes (Hauts-de-Seine) de Denis Grandjean, ancien directeur du parc national du Mercantour et de l'école nationale d'architecture de Nancy.
Elle a un master 2 en ressources humaines à l'université Lille-I,.
Elle a travaillé à la Caisse d'épargne et à Elior Group de 2011 à 2017.
Carole Grandjean est mariée et mère de deux enfants.

### Parcours politique
Investie par La République en marche dans la première circonscription de Meurthe-et-Moselle, elle est élue députée au second tour des élections législatives de 2017 contre l'élue sortante du Parti socialiste, Chaynesse Khirouni. Elle rejoint la commission des Affaires sociales et celle des Affaires européennes.
Lors des élections municipales de 2020 à Nancy, Carole Grandjean est élue au conseil municipal et au conseil métropolitain de la métropole du Grand Nancy, sur la liste du maire sortant Laurent Hénart (divers centre) qui échoue au second tour face à celle de Mathieu Klein (divers gauche),,.
Elle est réélue députée au second tour face à Nordine Jouira (NUPES) lors des élections législatives de 2022.
Elle quitte son mandat de députée en juillet 2022 au profit de son suppléant Philippe Guillemard après avoir été nommée ministre déléguée chargée de l'Enseignement et de la Formation professionnels dans le deuxième gouvernement d’Élisabeth Borne. Elle n'est pas reconduite dans le gouvernement Attal, et déclare, quelques heures avant l'annonce de la composition finale de ce gouvernement, ne pas avoir souhaité rester au gouvernement.
Le 16 mars 2024, elle annonce qu’elle quittera son poste de députée à l’automne prochain pour retourner dans le privé.

## Controverses

### Accusation de censure
En septembre 2022, Arrêt sur images rapporte qu'un article de France 3 Lorraine portant sur Carole Grandjean a été supprimé par la rédaction à sa demande. Le journaliste qui l'a écrit estime avoir été victime de « censure ministérielle », ce que la rédaction de France 3 Lorraine dément, affirmant que le propos n'était pas « suffisamment étayé et équilibré pour maintenir la publication ».

### Utilisation de chauffeurs du ministère à titre personnel
Selon un article de Mediapart du 13 décembre 2023, les chauffeurs de Carole Grandjean se sont plaints auprès de l’administration que leur mission de service public soit souvent transformée en mission de services privés, étant sollicités pour transporter les proches de la ministre dans un cadre privé,. La ministre affirme quant à elle que ce sont ses chauffeurs qui ont proposé « de rendre des services, très ponctuels, à [elle] ou à un membre de [son] cabinet ».

### Consommation de drogue au sein du cabinet ministériel
En décembre 2023, Mediapart rapporte qu'un ex-collaborateur de la ministre se faisait livrer de la cocaïne au ministère chargé de l'Enseignement et de la Formation professionnels. Selon le journal d'investigation, le cabinet de la ministre aurait dissuadé une secrétaire administrative du cabinet de porter plainte auprès du commissariat après plusieurs tentatives de signalement auprès de sa hiérarchie. Le collaborateur ne fait l'objet d'aucune sanction, ni licenciement mais quitte ses fonctions en mars 2023 et est recruté pour une mission temporaire au sein du cabinet de la direction générale de la police nationale,,.